# Нейтринне реліктове випромінювання
Реліктові нейтрино — нейтрино, що утворилися у Всесвіті після Великого вибуху й приблизно через 2 секунди фактично відокремилися від іншої речовини. Ці нейтрино є аналогом електромагнітного реліктового випромінювання, яке виникло через 380 000 років після Великого Вибуху. Нейтрино відокремились значно раніше ніж фотони, бо вже через 2 секунди розширення Всесвіт став недостатньо щільним, аби нейтрино могли розсіюватись на інших частинках і, таким чином, обмінюватися з ними енергією, адже за своєю природою нейтрино дуже слабко взаємодіють з іншою матерією. Із цієї ж причини їх важко зареєструвати, особливо якщо мова йде про нейтрино низьких енергій. Проте існують непрямі свідчення існування нейтринного космологічного фону. Теоретично розрахована сучасна температура нейтринного фону (для безмасових нейтрино) становить 1,95 К.

## Визначення температури нейтринного фону
Знаючи температуру реліктового випромінювання можна також знайти температуру нейтринного фону. Перед відокремленням нейтрино від решти речовини, Всесвіт переважно складався з нейтрино, електронів, позитронів та фотонів, всі вони перебували в термодинамічній рівновазі одне з одним. Як тільки температура впала нижче мас спокою W та Z-бозонів (носіїв слабкої взаємодії), нейтрино відокремились від решти матерії. Після відокремлення, нейтрино та фотони зберігали свою температуру у міру розширення Всесвіту. Однак, коли температура опустилась нижче рівня маси спокою електрона, більшість електронів та позитронів анігілювали, передаючи своє тепло та ентропію фотонам, таким чином збільшуючи їхню енергію (температуру). Тому співвідношення температур фотонів до та після електрон-позитронної анігіляції відповідає співвідношенню температур реліктових фотонів та нейтрино тепер. Для того, щоб знайти це співвідношення, припускається, що ентропія всесвіту збереглася завдяки електрон-позитронній анігіляції[джерело?]. Звстосовуючи формулу:
{\displaystyle \sigma \propto gT^{3}},
де {\displaystyle \sigma } ентропія, {\displaystyle g} ефективне число ступенів свободи, та {\displaystyle T} - температура
знаходимо:
{\displaystyle \left({\frac {g_{0}}{g_{1}}}\right)^{1/3}={\frac {T_{1}}{T_{0}}}},
де 0 - до анігіляції, а 1 - опісля. Для того щоб знайти {\displaystyle g_{0}} додається певна кількість ступенів свободи електронам, позитронам та фотонам:
- 2 для фотонів, оскільки вони не мають маси, як і всі носії взаємодій, бозони[1]

- 2(7/8) для кожного електрона та позитрона, оскільки вони є ферміонами[1];

{\displaystyle g_{1}} лише для фотонів і має 2 ступені свободи. Далі отримуємо:
{\displaystyle {\frac {T_{\nu }}{T_{\gamma }}}=\left({\frac {4}{11}}\right)^{1/3}}.
Тому маючи сучасне значення температури реліктових фотонів: {\displaystyle T_{\gamma }=2.725{\rm {K}}} легко отримати температуру реліктових нейтрино: {\displaystyle T_{\nu }\approx 1.95{\rm {K}}}[джерело?].
Слід зауважити, що ці викладки справедливі лише для безмасових нейтрино, які завжди є релятивістськими. Для нейтрино ж, які мають відмінну від нуля масу спокою, функція температури матиме інший вигляд, коли нейтрино перестануть бути релятивістськими, тобто, коли їх кінетична енергія {\displaystyle 3/2kT_{\nu }} опуститься нижче рівня енергії маси спокою {\displaystyle m_{\nu }c^{2}}. У такому випадку слід зсунути акцент досліджень на густину енергії, яка залишатиметься добре визначеною[джерело?].

## Детектування
Існує принципова можливість задетектувати нейтрино космологічного фону через реакцію
{\displaystyle \nu +_{1}^{3}\mathrm {H} \rightarrow \,_{2}^{3}\mathrm {He} +e^{-}}
Для цього потрібно розділити електрони, що утворюються в цій реакції, від тих, що утворюються при природному бета-розпаді тритію:
{\displaystyle _{1}^{3}\mathrm {H} \rightarrow \,_{2}^{3}\mathrm {He} +e^{-}+{\bar {\nu }}}
Їхня енергія слабко відрізнятиметься (приблизно на величину подвоєної маси нейтрино), тому детектори 2016 року (зокрема, KATRIN) виявити цю різницю не могли, хоча наближалися до такої можливості.